# Ребегари (Вранча)
Ребегари (рум. Rebegari) насеље је у Румунији у округу Вранча у општини Наружа. Oпштина се налази на надморској висини од 384 m.

## Становништво
Према подацима из 2002. године у насељу је живело 139 становника, од којих су сви румунске националности.